# Kostel svatého Michaela archanděla (Kujavy)
Empírový kostel svatého Michaela archanděla v Kujavách na Novojičínsku pochází z roku 1830. Od roku 1958 je chráněn jako kulturní památka České republiky.
V červnu 2014 byla zahájena urgentní oprava střechy a krovu, který se již nacházel v havarijním stavu.

## Historie
Od 14. století stávala v obci dřevěná kaple Svatých andělů strážných. Roku 1713 však vyhořela, poté byla nicméně ještě opravena. Dne 9. září 1830 byl položen základní kámen ke kostelu sv. Michaela archanděla. Dostavěn byl o tři roky později. Jeho světitelem se 12. června 1834 stal olomoucký arcibiskup Ferdinand Maria Chotek. Roku 1867 získal kostel věžní hodiny z radnice v Odrách, fungovaly ale jen krátkou dobu, a poté již nebyly opraveny.
Na přelomu 70. a 80. let proběhla rekonstrukce krovu, krytiny a omítky kostela. V roce 2013 však již bylo třeba zásadní opravy střechy a omítek, krov napadený dřevokaznými houbami se nacházel v havarijním stavu. Kujavská farnost tak sháněla peníze na zaplacení stavebních prací, které by odvrátily závažné poškození stavby.
V červnu 2014 byly i díky veřejné sbírce stavební práce zahájeny, v září téhož roku byla 1. etapa oprav dokončena. Z bezpečnostních důvodů byl prozatím snesen bortící se sanktusník.